# 德勒格內什蒂鄉 (加拉茨縣)
45°47′N 27°28′E / 45.783°N 27.467°E
德勒格內什蒂鄉（羅馬尼亞語：Comuna Drăgănești, Galați），是羅馬尼亞的鄉份，位於該國東部，由加拉茨縣負責管轄，面積62平方公里，海拔高度32米，2007年人口6,046，人口密度每平方公里98人。